# Pelomedusidae
Pelomedusidae este o familie de broaște țestoase.